# Камерун на Летњим олимпијским играма 1976.
Камеруну је ово било четврто учествовање на Летњим олимпијским играма одржаним 1976. године у Монтреалу, Канада. 
Већина афричких земаља је бојкотовала Игре, због тога што је МОК дозволио учешће на Играма представницима Новог Зеланда, чији је рагби тим током те године имао сусрете са репрезентаијом Јужноафричке Републике у којој је на снази био апартхејд. Неке од земаља су дошле на Игре, али су их напустиле после три дана. Поред Камеруна, ту су биле и Египат, Мароко и Тунис.
Камерун је био на играма од 18. до 20. јула и учествовао је на такмичењима у дисциплинама које у том периоду биле на програму. Четворица бисиклиста су учествовали на такмичењу 18. јула у првој бициклистичкој дисвиплини друмској екипној трци на 100 километара. Пошто су они били једини спортисти Камеруна који су учествовали (такмичили се) у иззвештајима са игара стоји да је Камерун учествовао само са четворицом спортиста.
Спортисти Камеруна нису освојили ниједно медаљу.

## Бициклизам

### Друмски бициклизам

#### Мушкарци
| Бициклиста     | Дисциплина    | Време              | Пласман            | Детаљи |
| -------------- | ------------- | ------------------ | ------------------ | ------ |
| Joseph Kono    | 100 км екипно | Нису завршили трку | Нису завршили трку |        |
| Maurice Moutat | 100 км екипно | Нису завршили трку | Нису завршили трку |        |
| Henri Mveh     | 100 км екипно | Нису завршили трку | Нису завршили трку |        |
| Nicolas Owona  | 100 км екипно | Нису завршили трку | Нису завршили трку |        |